# السید محمد
السید محمد (انگلیسی: El-Sayed Mohamed؛ زادهٔ ۳ سپتامبر ۱۹۶۵) بازیکن بسکتبال اهل مصر بود.